# What Separates Me from You
What Separates Me from You — четвёртый студийный альбом американской металкор группы A Day to Remember, выпущенный 15 ноября 2010 в Великобритании и на день позже в США. Альбом был записан в Wade Studios(Окала (Флорида)) и спродюсирован Чадом Гилбертом, Эндрю Уэйдом и Джереми Маккиннон, который также продюсировал предыдущий альбом группы, Homesick.

## Об альбоме
What Separates Me from You был записан с мая по 23 июля 2010 года. Название и предварительную обложку альбома группа опубликовала 20 сентября 2010 года на официальном сайте лейбла Victory Records.
Первой утверждённой песней для альбом стала композиция 2nd Sucks, которая была опубликована 6 октября в качестве 45-секундного ролика. Сразу же через день вышла песня All I Want, её премьера состоялась на американском радио KROQ. 12 октября 2010 года All I Want был выпущен в качестве сингла.
Выпуск самого альбома откладывался несколько раз. Первоначально диск должен был выпущен 26 октября 2010 года, но по неизвестным причинам релиз отложили до 16 ноября 2010.
На данное время с альбома помимо ведущего сингла All I Want, так же был выпущен ещё один сингл All Signs Point To Lauderdale. На который впоследствии коллектив выпустил клип.

## Список композиций
Слова и музыка всех песен — A Day to Remember.
| №   | Название                             | Длительность |
| --- | ------------------------------------ | ------------ |
| 1.  | «Sticks & Bricks»                    | 3:17         |
| 2.  | «All I Want»                         | 3:23         |
| 3.  | «It's Complicated»                   | 2:58         |
| 4.  | «This Is the House That Doubt Built» | 3:30         |
| 5.  | «2nd Sucks»                          | 2:28         |
| 6.  | «Better Off This Way»                | 3:26         |
| 7.  | «All Signs Point to Lauderdale»      | 3:17         |
| 8.  | «You Be Tails, I'll Be Sonic»        | 3:48         |
| 9.  | «Out of Time»                        | 3:27         |
| 10. | «If I Leave»                         | 3:24         |

 Total Length 33:01
| №  | Название                | Длительность |
| -- | ----------------------- | ------------ |
| 1. | «All I Want» (Acoustic) | 3:15         |

## Участники записи
A Day to Remember
- Джереми Маккиннон — вокал
- Алекс Шеллнатт — ударные
- Кевин Скафф — соло-гитара, бэк-вокал
- Нил Вестфолл — ритм-гитара
- Джошуа Вудэрд — бас-гитара